# Aeropuerto de Retalhuleu
El Aeropuerto de Retalhuleu (IATA: RER, OACI: MGRT), también conocido como Base Aérea del Sur, es un aeropuerto en el municipio de Retalhuleu en el sur de Guatemala. Es operado por la Fuerza Aérea de Guatemala.
Tiene una pista de asfalto (PCN: 054FBWT) de 1544 metros de longitud y 30 metros de ancho en dirección 04/22.

## Historia
Inicialmente la pista de aterrizaje, inaugurada el 16 de septiembre de 1956, tenía 1200 metros de longitud y 30 metros de ancho, con una superficie de grama.  En 1963 fue ampliada y asfaltada, y contaba con un destacamento militar en el norte de la pista, la que pasó a ser la base de Zona Militar n.º 16 y más tarde la Zona Militar n.º 1316. En la actualidad es Comando Aéreo del Sur "Coronel Mario Enrique Vazquez Maldonado".

## Aerolíneas y destinos

### Destinos nacionales
| Ciudades       | Nombre del aeropuerto                 | Aerolíneas   |
| -------------- | ------------------------------------- | ------------ |
| Guatemala      | Aeropuerto Internacional La Aurora    | TAG Airlines |
| Quetzaltenango | Aeropuerto Internacional de Occidente | TAG Airlines |

## Estadísticas de Tráfico
| 2017 | 4,853 | 3,315  | Sin cambios |
| 2018 | 4,943 | 16,992 | 1.85%       |
| 2019 | 4,586 | 1,888  | 88.88%      |
| 2020 | 5,496 | 2,817  | 49.20%      |
| 2022 | 2,965 | 9,737  | 245.65%     |
| 2023 | 4,555 | 14,550 | 33.07%      |